# Gmina Tuszów Narodowy
Die Gmina Tuszów Narodowy ist eine Landgemeinde im Powiat Mielecki der Woiwodschaft Karpatenvorland in Polen. Ihr Sitz ist das gleichnamige Dorf mit etwa 900 Einwohnern.

## Gliederung
Zur Landgemeinde (gmina wiejska) Tuszów Narodowy gehören folgende Dörfer mit einem Schulzenamt:
Babicha
Borki Nizińskie
Czajkowa
Dębiaki
Grochowe
Jaślany
Józefów (Josephsdorf)
Ławnica
Malinie
Pluty
Sarnów (Reichsheim)
Tuszów Mały (Tuschau)
Tuszów Narodowy

## Verkehr
Der ehemalige Haltepunkt Tuszów Narodowy liegt an der Bahnstrecke Łódź–Dębica.

## Persönlichkeiten

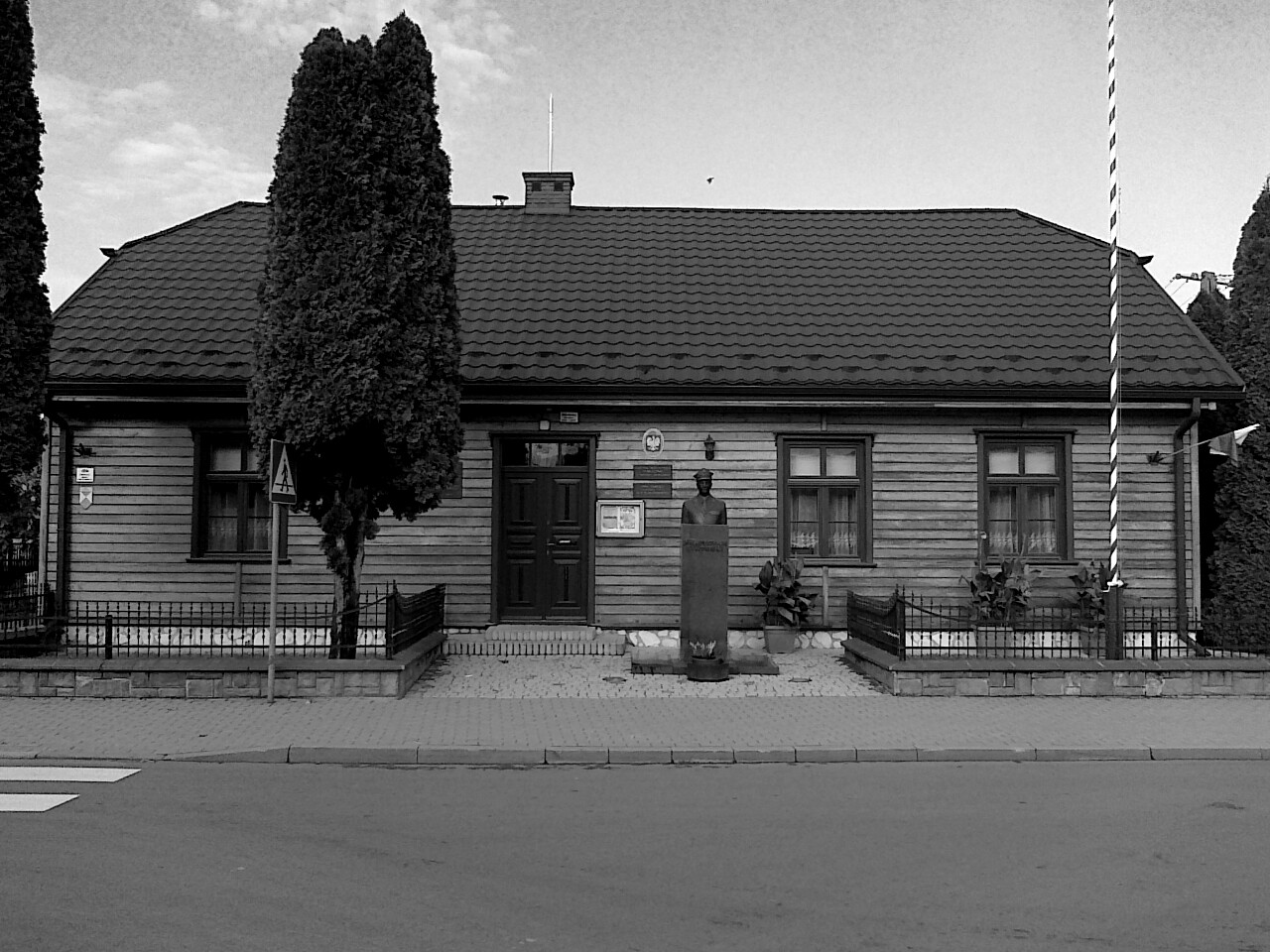
Das Geburtshaus von Władysław Sikorski in Tuszów Narodowy

- Władysław Sikorski (1881–1943), Offizier, Politiker und 1922–1923 Ministerpräsident des Landes.